# Consejo Económico y Social de la República Dominicana
El Consejo Económico y Social (CES) de la República Dominicana es un órgano consultivo permanente del Poder Ejecutivo, encargado de asesorar en temas económicos, sociales y laborales, con el fin de fomentar la paz social. Opera en coordinación con el Ministerio de Economía, Planificación y Desarrollo, y mantiene una vinculación operativa con el Ministerio de Trabajo.
Está compuesto por un presidente, un secretario general y 41 consejeros designados por sectores empresariales, sociales y laborales, aunque actualmente predomina el sector empresarial con un 61% de representación. Los consejeros son elegidos cada cuatro años por sus propios sectores, mientras que el presidente y el secretario general son nombrados por el Poder Ejecutivo.

## Historia
El Consejo Económico y Social (CES) de la República Dominicana es el resultado de una evolución progresiva del diálogo social en el país. Su origen se remonta a los procesos de concertación iniciados en la década de 1980, como el diálogo tripartito entre gobierno, empleadores y trabajadores, que culminó en 1992 con la promulgación del Código de Trabajo (Ley 16-92). Más adelante, entre 1996 y 2000, el “Diálogo Nacional” promovido por el gobierno fortaleció la cultura participativa y generó un movimiento de propuestas desde diversos sectores. Paralelamente, representantes dominicanos observaron de cerca el funcionamiento del Consejo Económico y Social de España, modelo que influyó significativamente en el diseño institucional del CES dominicano.
Formalmente, el CES fue creado mediante el Decreto núm. 933-00 en el año 2000, como parte de una estrategia para institucionalizar el diálogo social en el país. Posteriormente, el Decreto núm. 13-05 del año 2005 le otorgó estructura jurídica más sólida bajo el nombre de Consejo Económico, Social e Institucional (CESI). Sin embargo, su consolidación definitiva llegó con la Constitución proclamada el 26 de enero de 2010, que elevó al CES a rango constitucional mediante el artículo 251, reconociéndolo como un órgano consultivo del Poder Ejecutivo en materia económica, social y laboral. Este reconocimiento fue ratificado en la reforma constitucional de 2015, convirtiéndolo en un componente esencial para la construcción de la paz social mediante la participación organizada de empleadores, trabajadores y organizaciones de la sociedad civil.
Desde su creación, el CES ha desempeñado un papel importante en la mediación de conflictos y la formulación de consensos, participando en procesos como la reforma del sector eléctrico, el Pacto Educativo y la concertación del Pacto Eléctrico. Su sede se encuentra en el edificio administrativo central de la Pontificia Universidad Católica Madre y Maestra (PUCMM), en Santo Domingo. Su actual presidente, monseñor Agripino Núñez Collado, quien fue rector de esa universidad hasta 2014, ha sido una figura clave en los procesos de diálogo y concertación promovidos por esta entidad.

## Funciones
El Consejo Económico y Social (CES) tiene como función principal actuar como órgano consultivo del Poder Ejecutivo en los temas económicos, sociales y laborales. Esta función está consagrada en la Constitución y desarrollada con mayor detalle en la Ley núm. 142-15. A través de su labor, el CES analiza y evalúa temas de interés nacional que impactan directamente en la vida social y económica del país, sirviendo de espacio institucional para la expresión de opiniones calificadas y pluralistas provenientes de distintos sectores de la sociedad.
Una de sus tareas esenciales es revisar proyectos de ley relacionados con las políticas públicas en sus áreas de competencia, cuando así lo soliciten el presidente de la República o los ministerios correspondientes. Además, el CES promueve y facilita la construcción de consensos mediante el diálogo entre empleadores, trabajadores y representantes de la sociedad civil, buscando transformar dichos consensos en acuerdos y pactos que impulsen el desarrollo nacional. También presenta al Ejecutivo propuestas legislativas y opiniones sobre normas que puedan afectar su estructura o funcionamiento.
El Consejo tiene un rol activo en el seguimiento de la Estrategia Nacional de Desarrollo (END), colaborando en la vigilancia social y la evaluación de sus avances y desafíos. Asimismo, elabora informes anuales sobre la situación socioeconómica y laboral del país, así como sobre el cumplimiento de los acuerdos sociales alcanzados. Todas estas funciones hacen del CES un espacio importante para el fortalecimiento de la democracia participativa, la gobernanza y la sostenibilidad de las políticas públicas en la República Dominicana.